# Volkswagen Golf II
Los nombres Volkswagen Golf II o Golf Mk2 se refieren a la segunda generación de este popular modelo construido por el fabricante alemán Volkswagen que estuvo en producción ininterrumpida desde 1983 hasta 1991. A partir de agosto de 1991 aparecería su sucesor: el Golf III.

## Historia

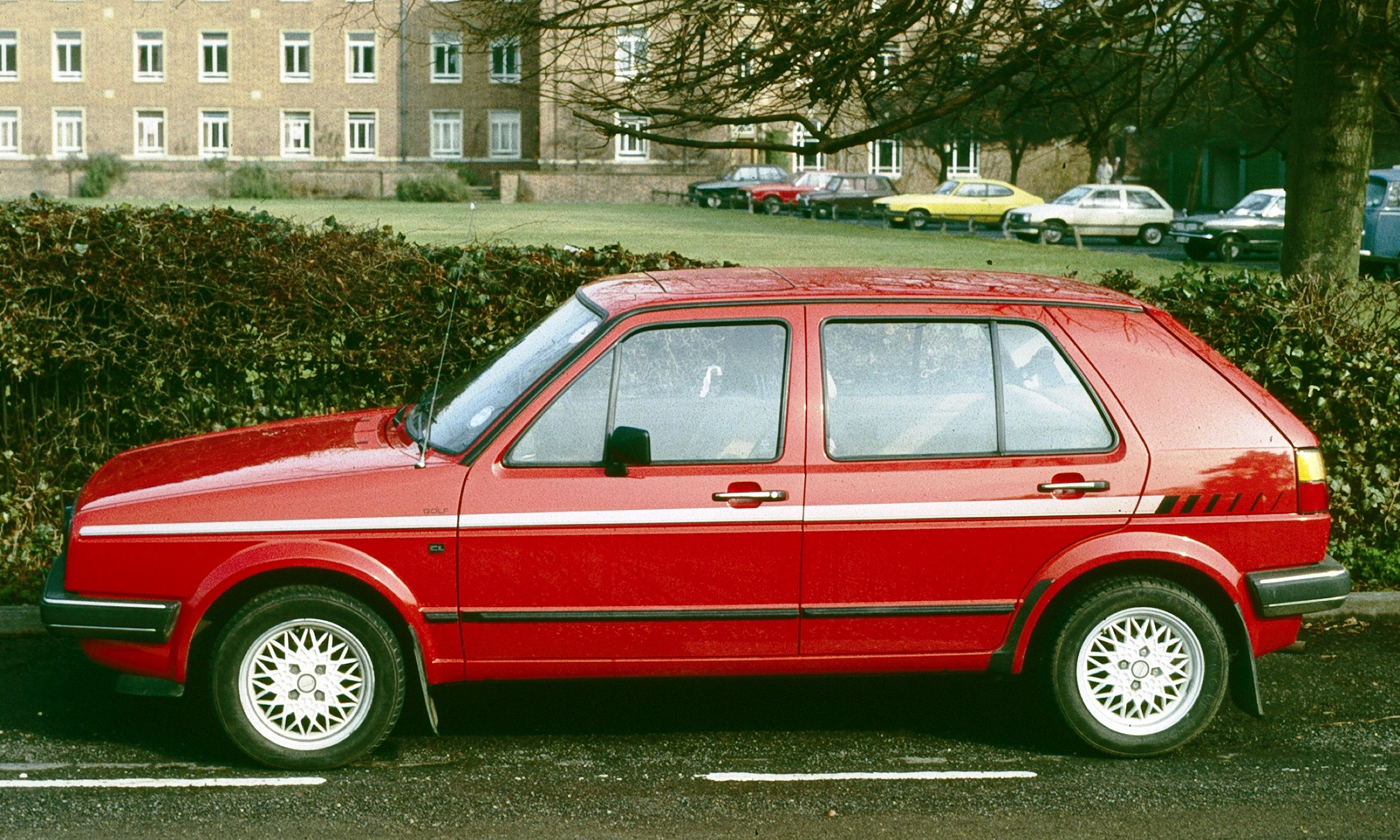
Un modelo 1985 catalizado con especificaciones europeas.

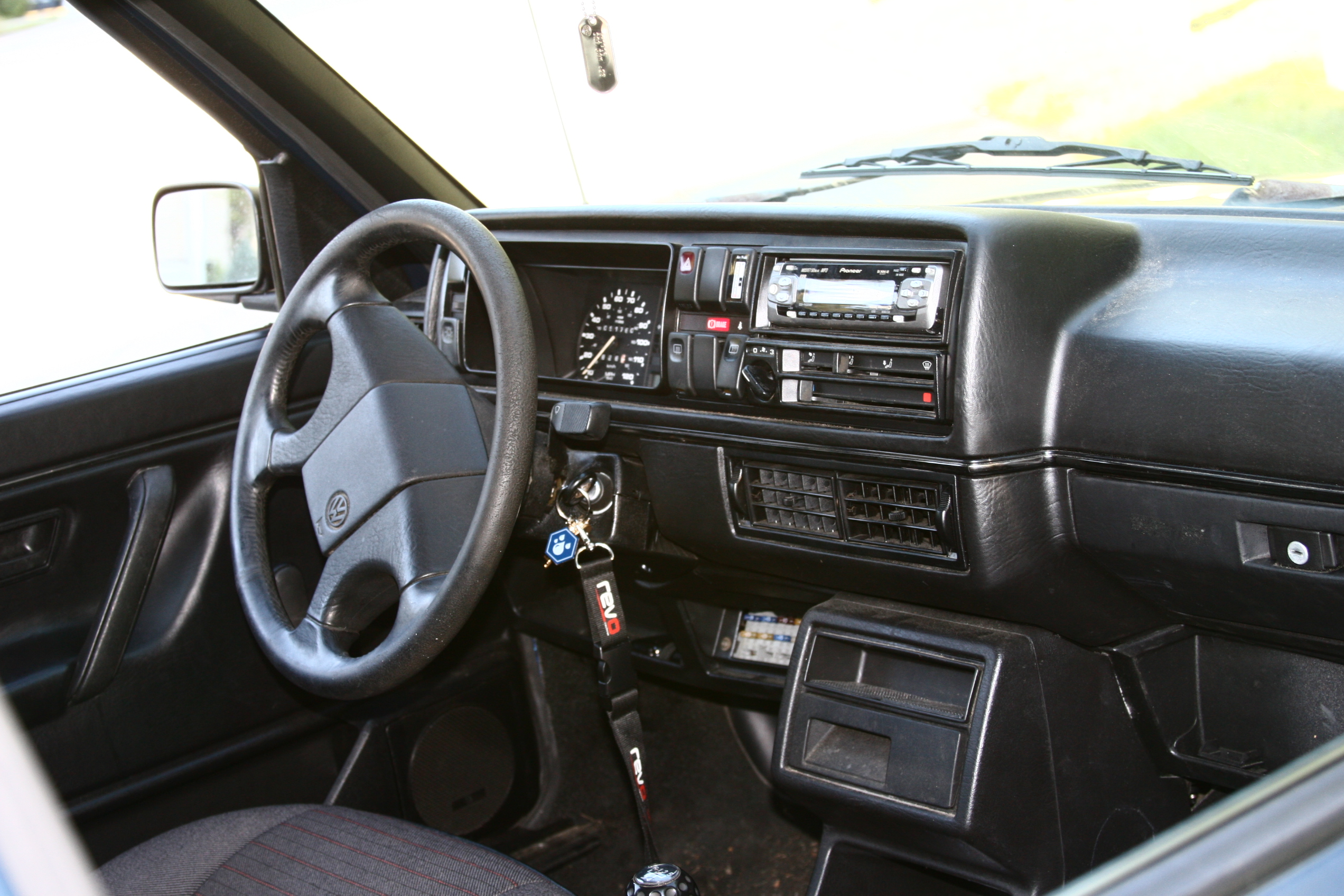
Habitáculo interior.

La segunda generación del Golf, conocido internamente como tipo 19E desde su desarrollo hasta el modelo 1989 o como tipo 1G entre 1990 y 1991, tuvo su presentación mundial en el marco del Salón del Automóvil de Fráncfort en septiembre de 1983. Fue un automóvil desarrollado desde cero encargado de sustituir a la primera generación del Golf. Sus características más importantes son sus mayores dimensiones en comparación a la generación anterior, así como su amplia gama de motorizaciones y opciones. 
En comparación con su predecesor, su distancia entre ejes creció en 75 mm (3 plg), su longitud total en 180 mm (7,1 plg), su anchura total se incrementó en 55 mm (2,2 plg) y su altura total en 5 mm (0,2 plg). Igualmente el peso vehicular se incrementó dependiendo de las versiones hasta en 120 kg (265 lb). A diferencia del Golf I, su diseño exterior fue desarrollado por el Departamento de Diseño de Volkswagen, en lugar de un diseñador externo (como sucedió con el primer Golf, que fue obra de Giorgetto Giugiaro). Este conservó las líneas generales del modelo anterior, aunque este es más redondeado y menos angular. 
Es a partir de esta generación en que comienzan a verse equipos tales como la dirección hidráulica, el cierre centralizado, los elevalunas y espejos exteriores con ajuste eléctrico y diversos diseños de llantas de aleación, ya sea como equipo de serie u opciones a costo extra, dependiendo de las versiones. Sus niveles de seguridad activa y pasiva mejoraron notablemente. Igualmente, los problemas de corrosión que se presentaban, particularmente hasta el modelo 1978, fueron totalmente resueltos en esta segunda generación, convirtiéndose en uno de los automóviles con menor incidencia de este problema. Incluso, en los puntos críticos tales como los bajos de la carrocería, los interiores de puertas y pasaruedas los reportes de corrosión son prácticamente inexistentes. Esta generación del Golf también marcó la implementación de un mayor porcentaje de robotización en su procedimiento de producción y ensamblado, ya que fue el primer modelo en construirse en la nueva "Halle 54" (ala 54 en español) con un alto grado de automatización.
Otra de las grandes mejoras del Golf II es la inclusión de una transmisión manual de 5 velocidades como equipo de serie en prácticamente todas sus versiones. Cabe mencionar que uno de los grandes retos a los que se enfrentó el Golf II fue el de adaptarse a las cada vez más estrictos estándares de emisiones. El Golf II a partir de 1985 se ofreció con un convertidor catalítico como opción a costo extra, aunque dependiendo del mercado, fue paulatinamente adoptándolo como equipo de serie.
Otras mejoras tecnológicas adicionales fueron la adopción del Sistema antibloqueo de ruedas (ABS) y de un sistema de tracción en las cuatro ruedas, comercializándose este último bajo la denominación Syncro.
En el mercado europeo, como parte de la oferta inicial, el Golf II se comercializó en una muy amplia variedad de versiones regulares, conforme iba pasando su ciclo, igualmente numerosas ediciones limitadas hicieron su aparición. Las versiones regulares son las siguientes: Golf C, Golf CL, Golf GL, Golf GT, Golf Carat (hasta agosto de 2006), Golf GTD y Golf GTI.

## Producción
Durante su ciclo de producción, el Golf II se fabricó en muchos lugares del mundo, entre los que destacan:
| - Wolfsburgo, Alemania - Bruselas, Bélgica - TAS, Sarajevo, Yugoslavia (hoy Bosnia y Herzegovina.) - New Stanton (Pensilvania), Estados Unidos | - Puebla, Puebla, México - Uitenhage, Sudáfrica - Graz, Austria (solamente Golf Country). |

Al final de este ciclo, se habían producido cerca de 6,3 millones de unidades en todo el mundo.

## Evolución
El Golf, en su segunda generación, y para conservar vigencia en el mercado, fue objeto de múltiples mejoras tanto en el apartado mecánico, como en su estética. Durante su ciclo comercial hubo dos rediseños a considerar.

### Rediseño de 1987
En agosto de 1987, como modelo 1988, se presenta el primer rediseño aplicado al Golf II. Este consistió en revisiones a la gama de colores, telas para las vestiduras, y exteriormente hubo varios cambios sutiles que son perceptibles a primera vista. Estos cambios fueron entre otros: Una nueva parrilla con barras horizontales más gruesas. En las puertas delanteras desaparecen las aletas de los vidrios delanteros (éstas habían sido una característica de diseño del Golf desde el origen de su primera generación. Igualmente, los espejos exteriores son colocados más hacia el frente del automóvil y son rediseñados para una mejor visibilidad. En la parte posterior aparecen nuevos emblemas Golf que conserva su posición en la parte posterior derecha del auto, mientras que el anterior emblema con la leyenda Volkswagen que se colocaba en la parte posterior izquierda desaparece, para dar lugar a un logotipo Volkswagen que a partir de entonces ocuparía la parte media posterior de los todos los vehículos de la marca. Coincidiendo con este rediseño, desaparece el lujoso Golf Carat, mientras que una versión deportiva de bajo costo (el Golf GT) hace su aparición.

### Rediseño de 1990
En agosto de 1990, y como modelo 1991, aparece el segundo rediseño del Golf II, inspirado en el Passat de tercera generación que había aparecido un año antes en el mercado. Este rediseño consistió en dotar al Golf (principalmente en sus versiones más altas de la gama de un nuevo diseño en los parachoques, que serían al color del auto y de tipo integral. Las versiones básicas continuarían utilizando los parachoques color antracita hasta entonces conocidas. Igualmente en este año, como sucedió con el Passat en su cambio de generación, el Golf C desaparece, dejando al Golf CL como escalón de acceso a la gama. En agosto de 1991, el Golf II es reemplazado por el nuevo Golf III. En la siguiente galería se muestra al Golf II original y los dos rediseños de los que fue objeto.

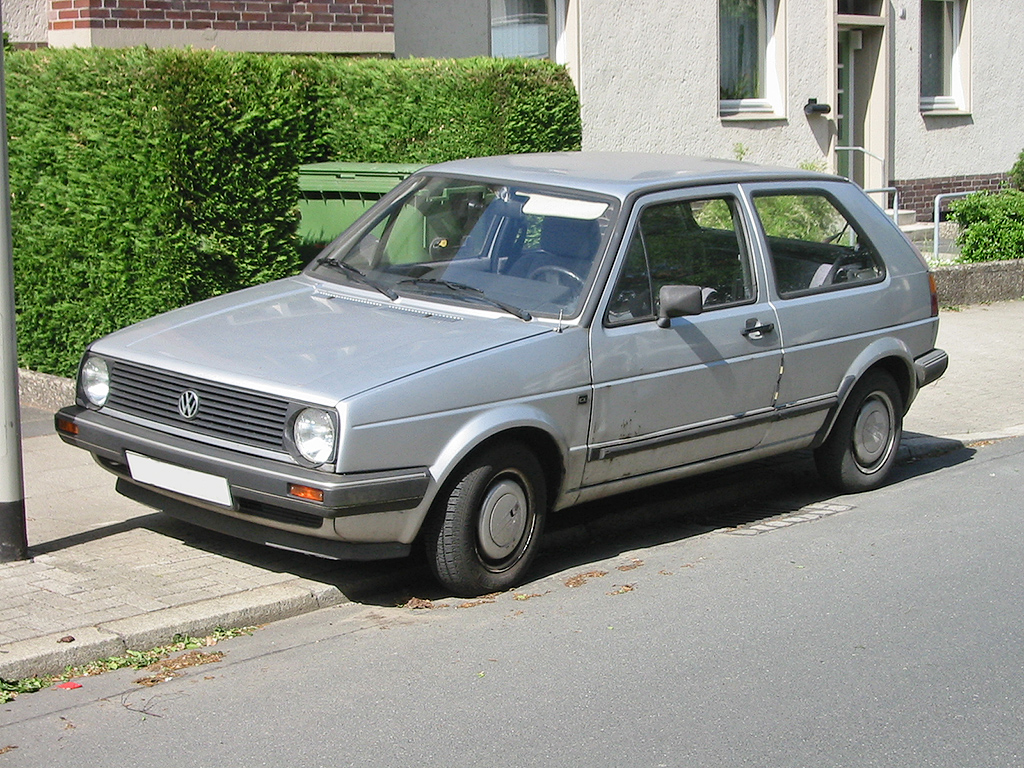
Modelo CL 3 puertas catalizado de 1986.
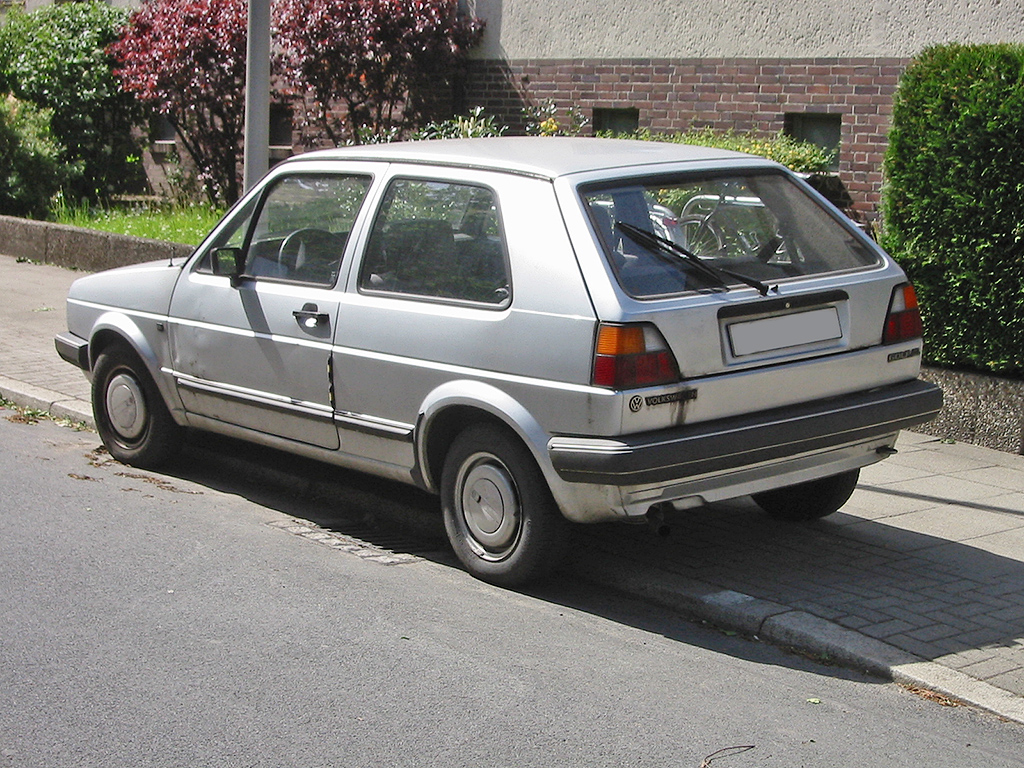
Vista posterior.
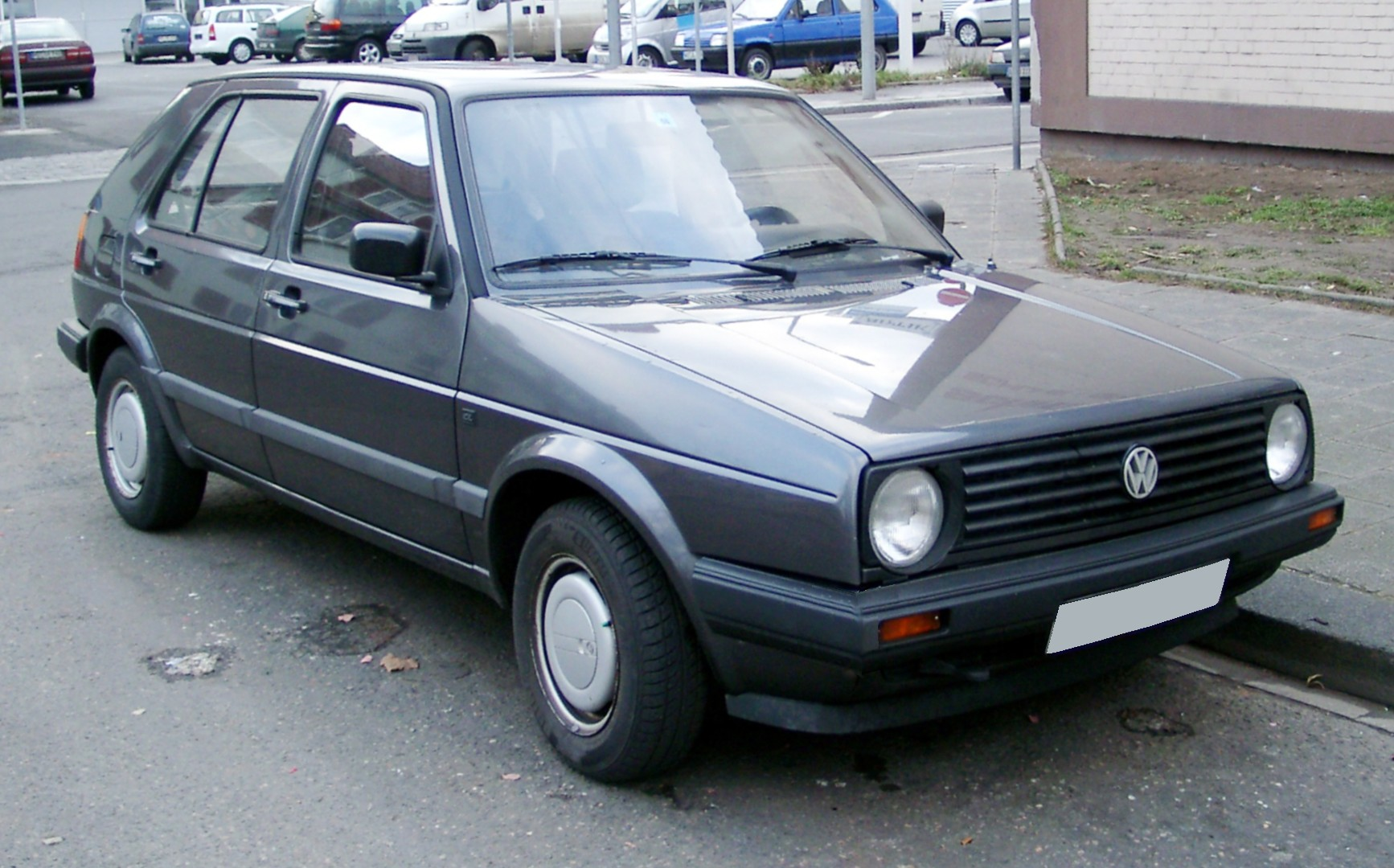
Versión de 5 puertas catalizado de 1990.
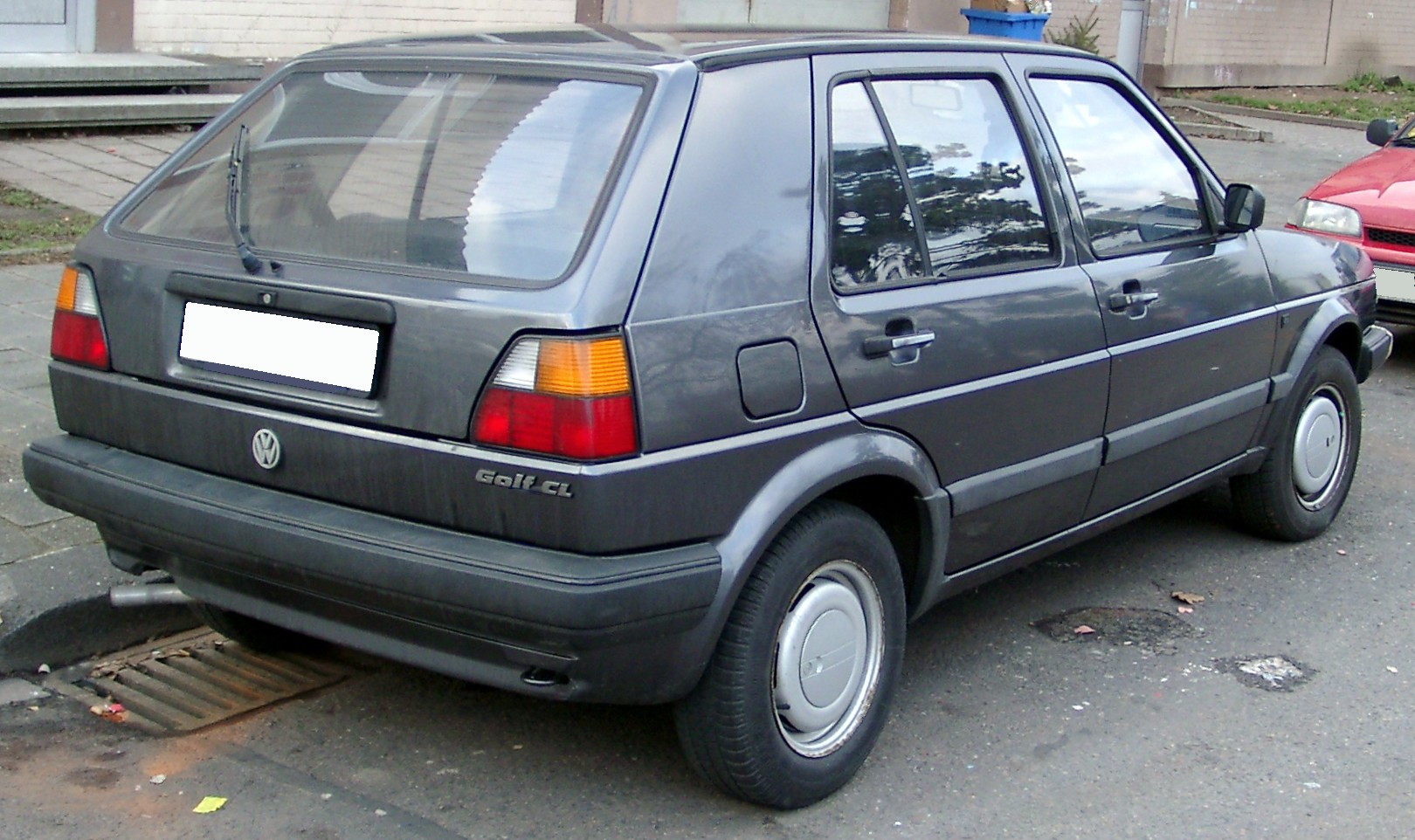
Vista posterior.
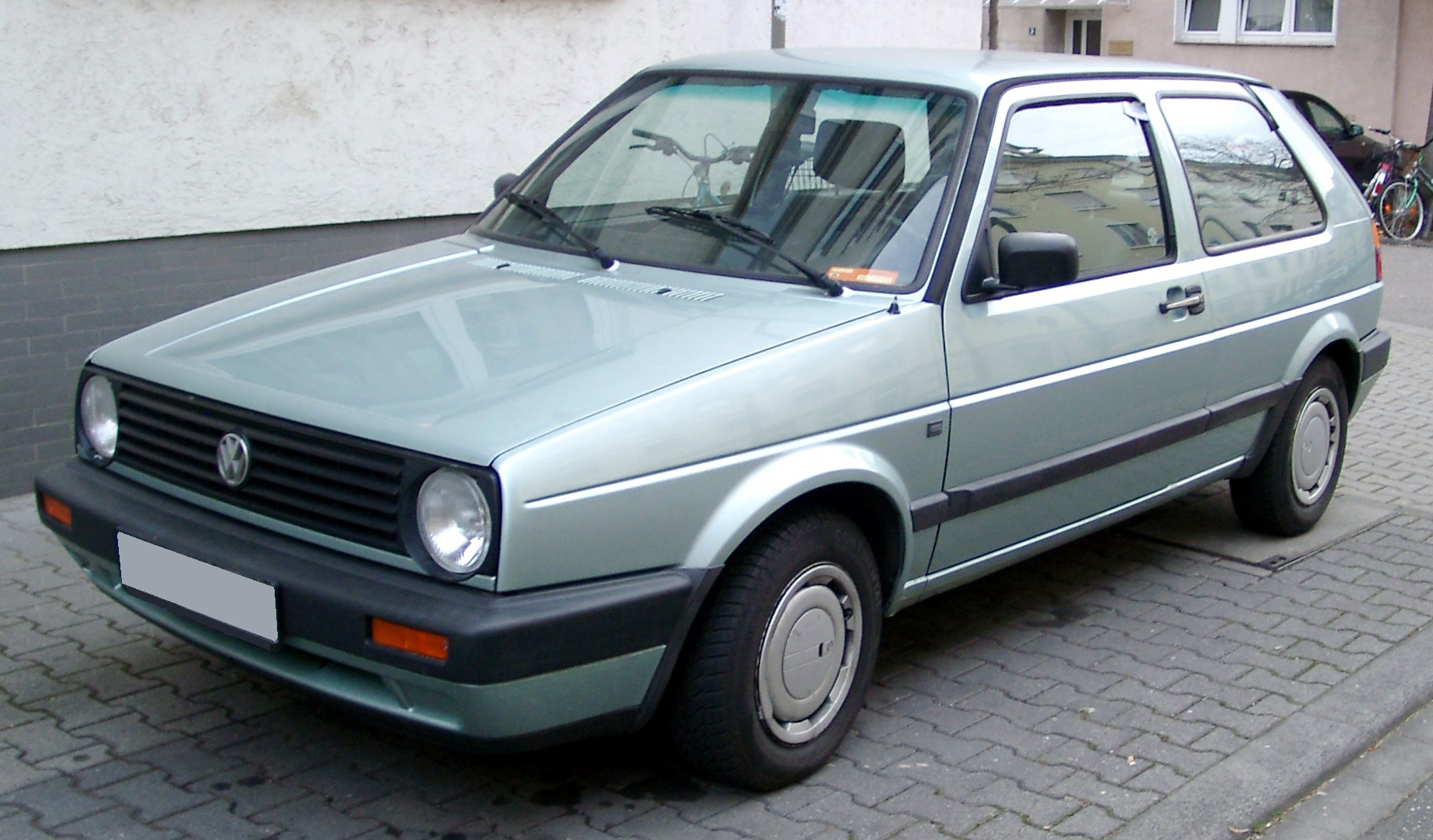
Versión GL de 3 puertas de 1991.
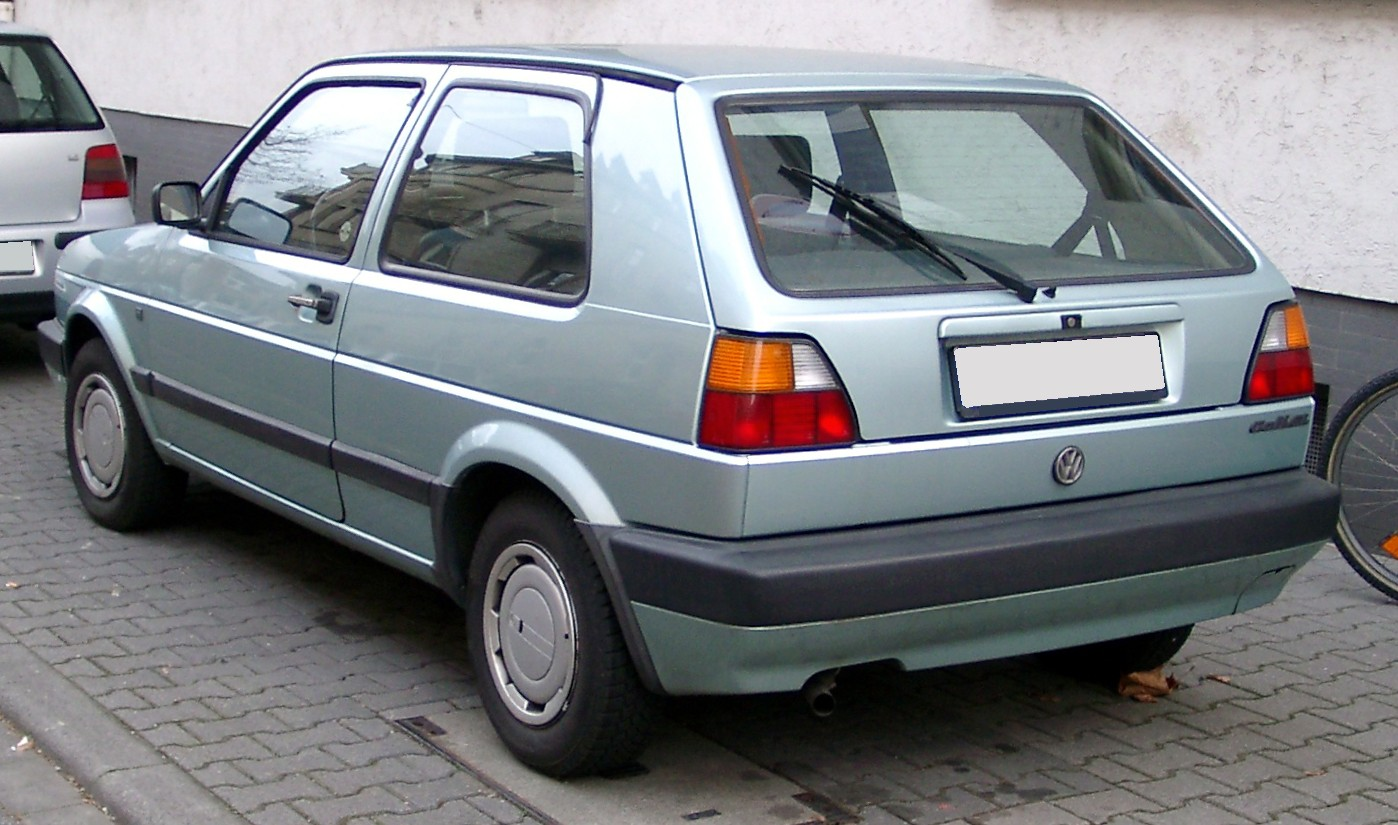
Vista posterior.

## Versiones especiales
A lo largo de su ciclo comercial, la oferta del Golf II era reforzada periódicamente con versiones especiales y ediciones limitadas, algunas de las cuales fueron sobresalientes dentro de los parámetros del Golf.

### Golf GTI

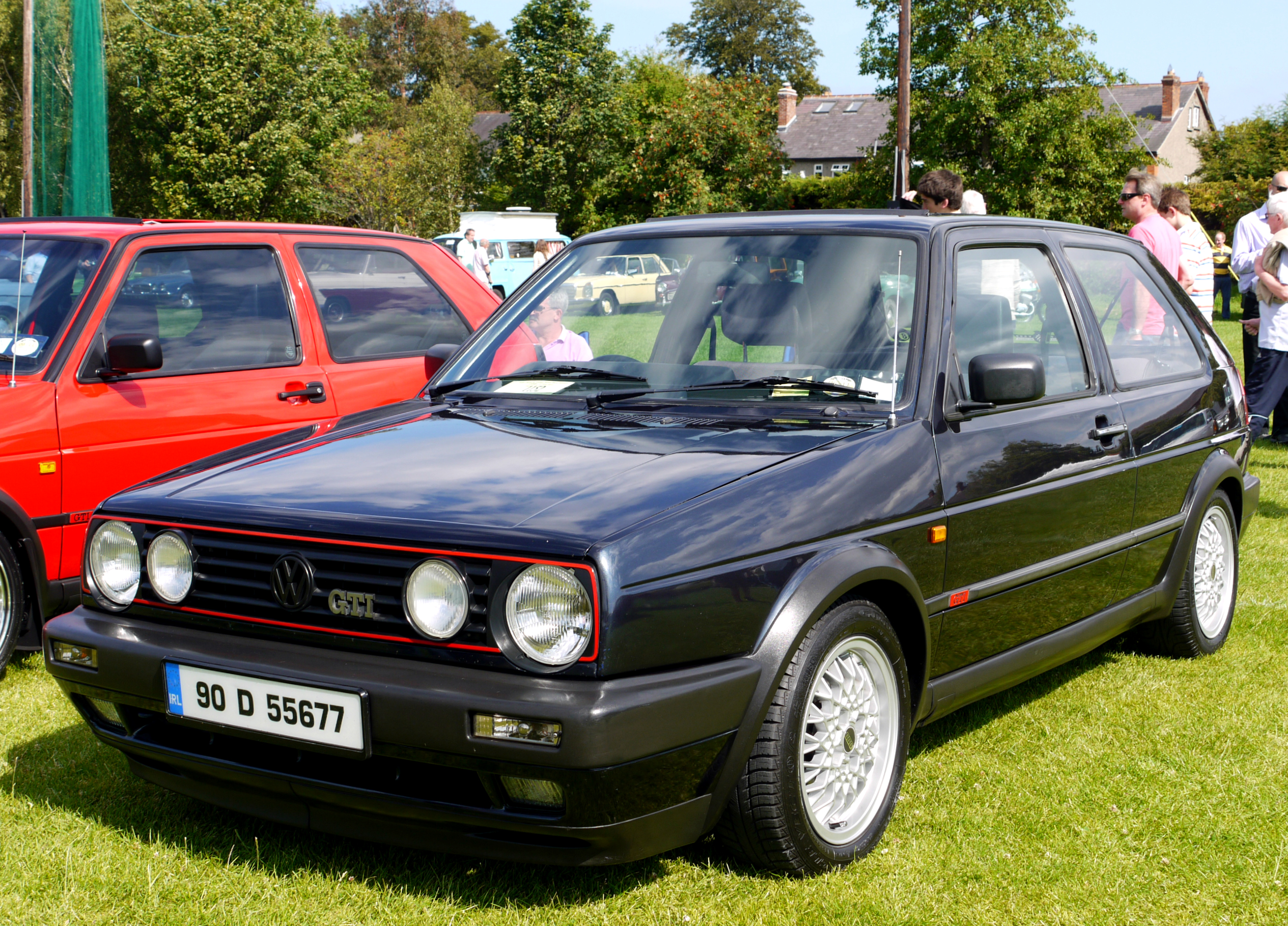
GTI catalizado de 1990 en Terenure, Dublín, Irlanda el 3 de julio de 2011.

El Golf GTI de segunda generación aparece en el mercado en enero de 1984, inicialmente con el mismo motor de 1781 cm³ (1,8 litros) con 112 CV (110 HP; 82 kW) con inyección mecánica Bosch K-Jetronic hasta mediados de 1987; y con inyección electrónicaa partir del 1987.
A partir de junio de 1985, aparece el nuevo Golf GTI 16V que, como su nombre indica, su motor había sido adicionado con un doble (DOHC) árbol de levas a la cabeza y cuatro válvulas por cilindro (16 en total) al mismo motor de 1781 cm³ (1,8 litros), con lo cual la potencia se incrementa a 139 CV (137 HP; 102 kW). A partir de ese momento, ambas variantes del Golf GTI empezaron a montar llantas de 14 pulgadas (35,6 cm) como equipo de serie (de acero estampado, no obstante existían llantas de aleación como equipo extra), también unas nuevas molduras laterales que sustituían a las franjas laterales de la generación anterior y, al frente, su parrilla presumía de cuatro faros delanteros como equipo de norma, contra los dos de las versiones anteriores.
En febrero de 1986, aparece el Golf GTI 16V con catalizador, más amigable con el medio ambiente, aunque con esto, su potencia se vio reducida a 129 CV (127 HP; 95 kW). En enero de 1987, una evolución similar sucede con el motor de 1781 cm³ (1,8 litros) con 8 válvulas, quedando la potencia de este último en 107 CV (106 HP; 79 kW). En 1989, aparece la edición especial, Golf GTI Edition One que presentaba cambios principalmente en las ópticas. En 1990, el Golf GTI en todas sus variantes goza de los cambios producidos por el rediseño de 1990 del resto de la gama. En ese mismo año aparece una nueva variante: El Golf GTI G60, que si bien no tenía las 16 válvulas del Golf GTI 16V, presentaba el sobrealimentador tipo "G", en este caso, su diámetro es de 60 mm (2,4 plg). Al ser añadido este al motor de 1781 cm³ (1,8 litros) inyectado del Golf GTI, la potencia se elevaba hasta los 160 CV (158 HP; 118 kW), mejorando notablemente las prestaciones de este modelo. Cabe destacar que los Golf GTI G60 estaban equipados con catalizador.

### Rallye Golf

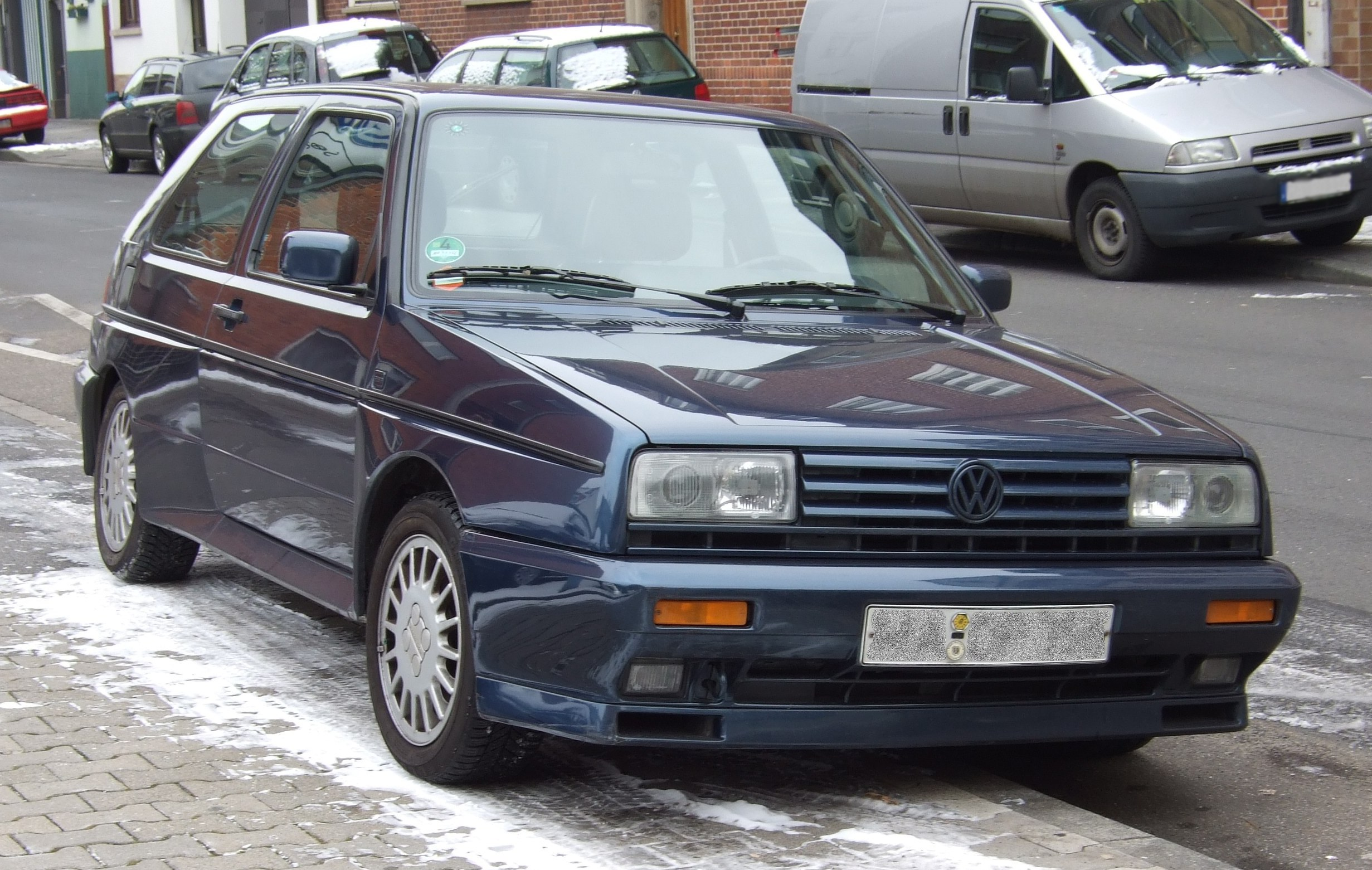
Volkswagen Rallye Golf.

En 1989 aparece el Volkswagen Rallye Golf como una versión homologada para su participación en rallyes. Se distingue de los otros Golf por sus pasaruedas, similares a los de automóviles como el Audi Quattro, el BMW M3 E 30 o el Lancia Delta Integrale. Al frente destacaba el diseño especial para este modelo, que por primera vez no traía los faros redondos tradicionales, sustituyéndolos por un par de faros rectangulares. Igualmente fue el primer Golf en ofrecer defensas de tipo integral al color de la carrocería. Fue igualmente el primer Golf en ofrecer el motor de 1781 cm³ (1,8 litros) con inyección electrónica y el compresor G60, resultando de esto una potencia de 160 CV (158 HP; 118 kW). Estaba dotado de una caja de cambios manual de 5 velocidades y de un sistema de tracción en las cuatro ruedas Syncro, llamado también Sistema de tracción integral, cuando su finalidad no es comportarse precisamente como un automóvil todoterreno, sino más bien optimizar la tracción mejorando consecuentemente la estabilidad. Esta edición estuvo limitada a 5000 unidades, que fueron producidas en la planta de Volkswagen de Bruselas, Bélgica y vendidas a un precio de aproximadamente 50 millones DM, que era casi el doble de lo que costaba en la época un Golf GTI con equipamiento básico.

### Golf Syncro
En febrero de 1986, Volkswagen presentó el primer Golf con sistema de tracción a las cuatro ruedas. Esta nueva variante del Golf recibió el nombre comercial de Golf Syncro. El Golf Syncro inicialmente estuvo disponible con un motor de 1781 cm³ (1,8 litros) y 90 CV (89 HP; 66 kW), aunque en versiones posteriores fue sustituido por una variante ligeramente más potente de 98 CV (97 HP; 72 kW). Este sistema de tracción a las cuatro ruedas fue desarrollado en colaboración con la empresa austriaca Steyr-Daimler-Puch, que además de producir automóviles todoterreno militares para varias naciones del mundo, producía, entre otros, también el Mercedes-Benz Clase G. Dicho sistema consistía en un engranaje viscoso que hacía una partición del torque entre los ejes frontal y posterior. Debido a su alto precio de venta (en 1986, un Golf Syncro costaba aproximadamente un 30% más que un modelo equivalente de tracción delantera), este modelo tuvo poca demanda, por lo que en la actualidad es raro encontrarlo. De hecho, solamente fueron producidas 26000 unidades del Golf Syncro entre 1986 y 1989.

### Golf Country
Entre principios de 1990 y diciembre de 1991, existió una versión llamada Golf Country diseñada específicamente para un manejo todoterreno (off-road) ligero. En un inicio, Volkswagen presentó este automóvil como un concepto sin vislumbrar en absoluto su producción, aunque poco después de su presentación inicial, empezaron a llegar pedidos de este automóvil al corporativo, por lo que Volkswagen cambió su idea y procedió a iniciar su producción. A diferencia del Golf Syncro descrito anteriormente, el Golf Country presentaba una suspensión sobre elevada que permitía un mayor recorrido de la suspensión, con una ganancia de 180 mm (7,1 plg), igualmente presenta barras de protección al frente del vehículo, que generalmente soportaban un par de faros delanteros auxiliares, igualmente una placa de acero protegía el área del motor, mientras que el neumático de repuesto estaba colocado por fuera de la escotilla trasera. Gracias a las adaptaciones para su conducción todoterreno, la conducción en estas circunstancias del Golf Country era muy satisfactoria para un hatchback pequeño de la época, pudiendo sortear caminos con tierra mojada, nieve y hasta arena. La contraparte es que las dimensiones del portaequipaje del Golf Country, al igual que en el Golf Syncro, eran muy reducidas debido a la instalación del diferencial trasero.
Su nivel de equipamiento era similar al de un Golf CL de la época y su acondicionamiento se llevó a cabo dentro de las instalaciones de Steyr-Daimler-Puch (hoy día llamada Magna Steyr) en Graz, Austria, hacia donde llegaban las unidades del Golf CL Syncro por transformar.
Generalmente se ofrecía con el motor de gasolina de 1781 cm³ (1,8 litros) con 114 CV (112 HP; 84 kW) y, como opción, estaba el motor 1.6 L Turbodiesel de 75 CV (74 HP; 55 kW). Sobre el Golf Country se ofrecieron varias opciones: El Golf Country Allround, del cual se produjeron 160 unidades, que se diferencia por su interior en imitación piel y por sus ruedas de aleación al color del automóvil. Principalmente se vendió en el color "Waldgrün" (Verde Bosque en español); el Golf Country Chrompaket con 558 unidades producidas, que presentaba barras de protección cromadas y un interior tapizado en piel beige; y el Golf Country GTI con 50 unidades, reservado únicamente para ejecutivos de Volkswagen.
Sin duda, el Golf Country fue un fracaso en la historia de Volkswagen en lo que se refiere a su comercialización, en virtud de que se habían programado a producir y comercializar a partir de mayo de 1990 hasta el cese de la producción del Golf II alrededor de 15000 unidades, lográndose colocar solamente 7735 unidades.

### Golf G60 Limited

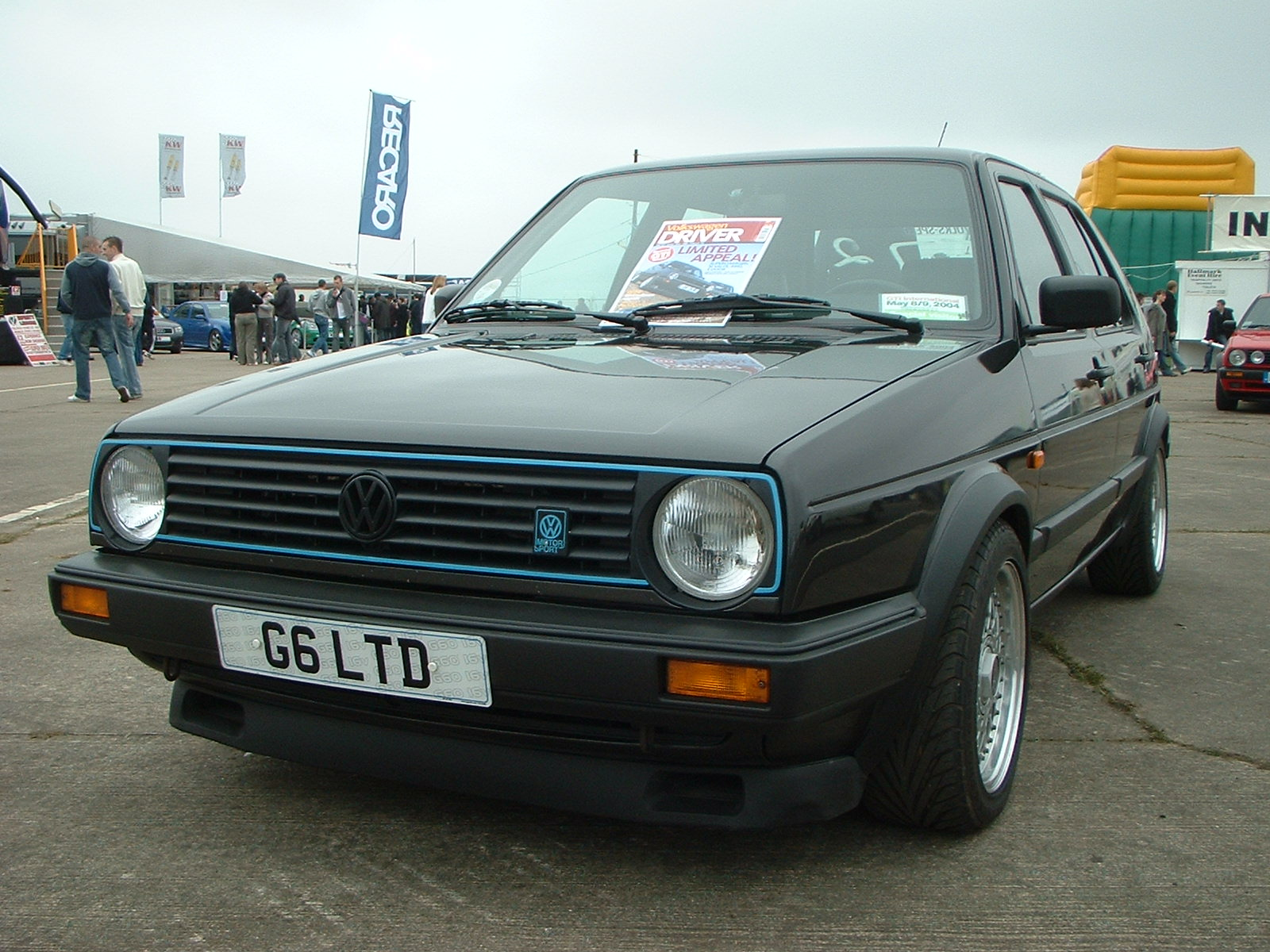
Golf G60 Limited. Por muchos años fue considerado el Golf más potente jamás producido.

Basado en el Rallye Golf, se concibió una edición muy limitada a 71 unidades. En esta nueva edición, se agregaron cuantas opciones de lujo a costo extra fuese posible como equipo regular. Estas 71 unidades del Golf G60 Limited fueron ensambladas a mano por la división Volkswagen Motorsport. La principal diferencia de esta versión contra los otros Golf es el hecho de combinar el motor del Golf GTI 16V con el sobrealimentador G60, además de contar con un sistema de tracción a las cuatro ruedas Syncro. Su discreta apariencia, lejos de la espectacularidad de las diferencias estéticas ya vistas en versiones como el Rallye Golf, tenía algunos elementos que lo diferencian de las demás versiones del Golf II. Estos modelos fueron pintados en el color exclusivo Gunmetal grey, se trataba de unidades de 5 puertas, con excepción de dos unidades de 3 puertas producidas. Entre los equipos que tenían están las ruedas de aleación BBS RM 6.5J x 15 pulgadas (38,1 cm), parrilla sencilla con dos faros con marco en azul, contrastando con el rojo del Golf GTI, emblema VW negro, luces traseras ahumadas, emblemas MotorSport y una placa numerada. Se rumora que dos de las unidades salieron con aire acondicionado. Su precio en 1989 era de 68,5 millones DM y fueron principalmente vendidos entre ejecutivos y directivos del Grupo Volkswagen. La potencia era de 210 CV (207 HP; 154 kW) y un par motor máximo de 252 N·m (186 lb·pie). Su aceleración de 0 a 100 km/h (62 mph) es de 7,2 segundos, prestaciones que hicieron del Golf G60 Limited el Golf más potente producido en la historia por muchos años, no siendo superado sino hasta el año 2003 por el Golf IV R32.

### Otras ediciones limitadas en el mundo
| 90S                                | 1987                                                                   |
| 10 Million                         | 1988                                                                   |
| Atlanta                            | 1989                                                                   |
| Barcelona                          | 1991                                                                   |
| Berlin Golf                        | n/a                                                                    |
| Bistro                             | 1987                                                                   |
| Black Line - Red Line              | 1990                                                                   |
| Boston                             | 1989                                                                   |
| Champion                           | 1988                                                                   |
| City                               | n/a                                                                    |
| CityStromer                        | 1991                                                                   |
| Cup                                | 1989                                                                   |
| Eclipse (México)                   | 1991 (conmemorativo del eclipse total de sol del 11 de julio de 1991.) |
| Edition Blue                       | 1991                                                                   |
| Edition One                        | 1989                                                                   |
| Fashion                            | n/a                                                                    |
| Fire and Ice                       | 1990                                                                   |
| Flair                              | 1986                                                                   |
| Fun                                | 1986                                                                   |
| Function                           | 1991                                                                   |
| Helios                             | 1989                                                                   |
| Hit                                | 1986                                                                   |
| Jubileo (México)                   | 1990                                                                   |
| Madison                            | 1990                                                                   |
| Manhattan                          | 1988                                                                   |
| Match                              | 1985                                                                   |
| Memphis                            | 1987                                                                   |
| Moda                               | 1990                                                                   |
| NinjaTanuki                        | 1990                                                                   |
| Pasadena                           | 1991                                                                   |
| Plus Ultra                         | 1990                                                                   |
| Quadriga                           | 1990                                                                   |
| Rabbit                             | 1991                                                                   |
| Rallye                             | 1989                                                                   |
| Silverstone                        | n/a                                                                    |
| Sky                                | 1987                                                                   |
| Special                            | 1987                                                                   |
| Tour                               | 1988                                                                   |
| Wolfsburg Edition (Estados Unidos) | 1987, 1989, 1990, 1992                                                 |
| Wick Blau                          | n/a                                                                    |

## Estados Unidos (1985-1991)

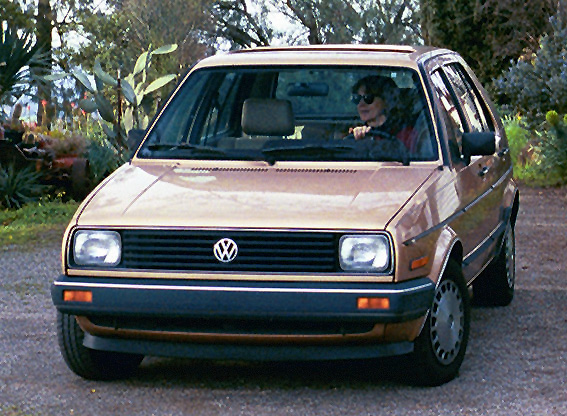
Versión A2 de 1986 para los Estados Unidos.

El Golf II sale a la venta en los Estados Unidos a principios de 1985 sustituyendo al controvertido Rabbit. Este Golf para el mercado norteamericano seguía siendo producido en la planta de New Stanton, Pensilvania, con algunas diferencias sobre el Golf europeo para adaptarlo al gusto del automovilista norteamericano y a las estrictas normas de ese país que todo fabricante debía cumplir, como por ejemplo: los defensas de dimensiones mayores, los reflectantes laterales en las aletas delanteras, los tapacubos de rueda completos de acero pulido y el frontal con faros de halógeno rectangulares, en vez de los redondos característicos del Golf. El Volkswagen GTI, (Volkswagen of America desde entonces comenzó a comercializar al GTI como un modelo aparte y no como una versión del Golf, tendencia que otros países como México han intentado seguir) aparece un poco después y adopta el frontal del Jetta. A partir de 1986 y para cumplir con las normas de ese país, el Golf adopta la tercera luz de freno montada en el medallón trasero. Con el rediseño de 1987, todos los Golf comercializados en los Estados Unidos adoptaron el frontal del Jetta y GTI para dar una mayor sensación de calidad, ante la introducción del nuevo Volkswagen Fox, que era una variante del Volkswagen Gol/Voyage de primera generación fabricado por Volkswagen do Brasil. El Golf básico por la misma razón es conocido a partir de ahora como Golf GL aunque el nivel de equipamiento permaneció sin cambios.

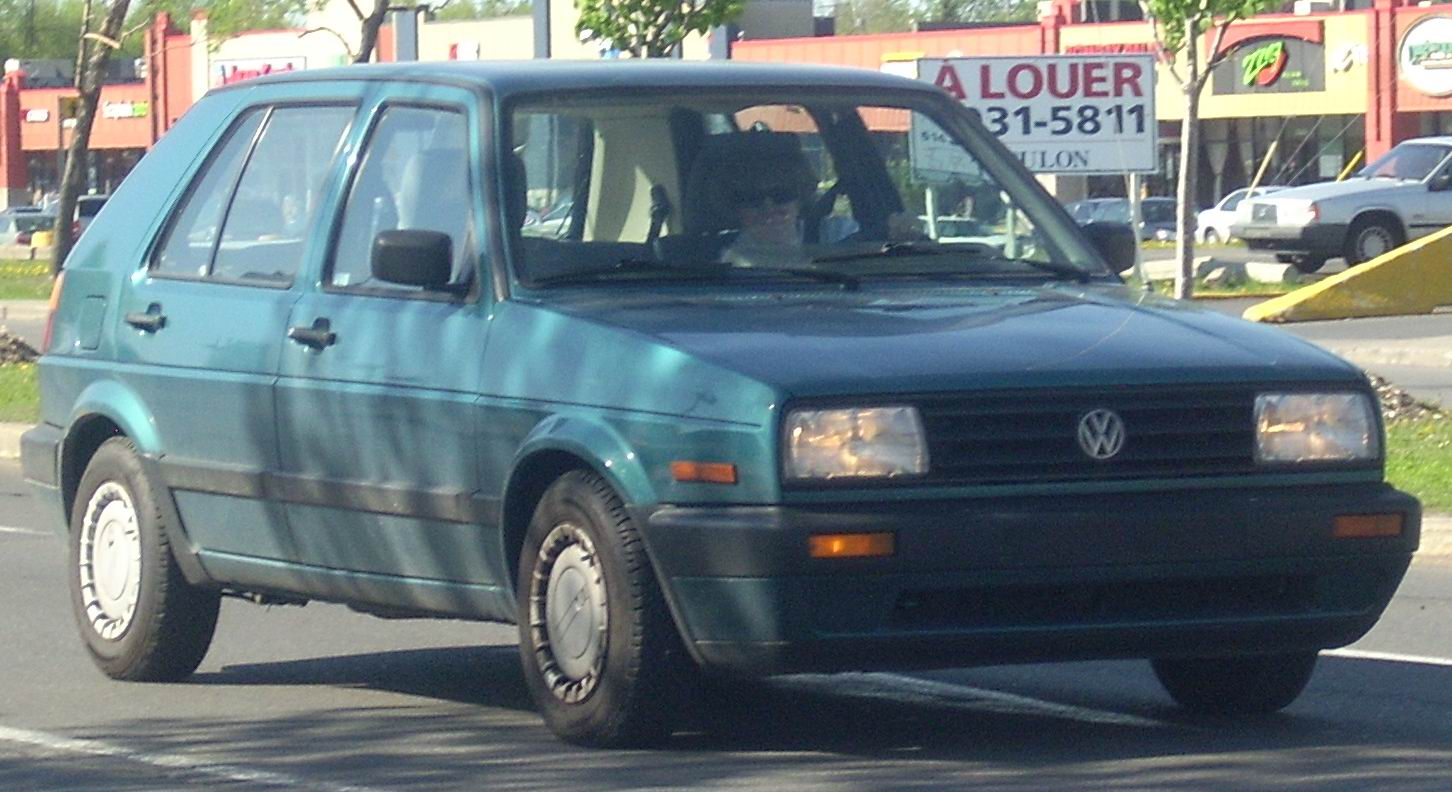
Versión GL de 5 puertas de 1990-1992 para los Estados Unidos.

El Volkswagen GTI fue elegido en 1985 como el «Auto del año» por la revista Motor Trend, mientras que VW Vortex lo nombró el «Mejor Golf de todos los tiempos». No obstante, el GTI no logró el mismo nivel de entusiasmo entre los automovilistas, quienes prefirieron otros modelos como el Honda Civic S, que posteriormente sería el Civic Si.
En su primer año de ventas, los números conseguidos por el Golf estuvieron un 8 por ciento por debajo de las cifras logradas por el Rabbit, mientras que al contrario, las ventas del Jetta se dispararon descomunalmente convirtiendo a este último en el Volkswagen más vendido en los Estados Unidos, posición que ha mantenido hasta la actualidad. En 1987, aparece el Golf GT que retoma algunos elementos externos del GTI, como sus molduras externas o las franjas rojas, aunque tenía el mismo motor de 1781 cm³ (1,8 litros) de los Golf "convencionales", el cual estaba disponible, a diferencia del GTI, en 5 puertas y con transmisión automática. Asimismo, comienza la venta del Golf GTI 16V, sustituyendo al GTI normal.
Volkswagen al ver que la planta de Pensilvania ya no le era rentable, decidió cerrarla en julio de 1988, sustituyendo los envíos del Golf y del Jetta por modelos producidos por Volkswagen de México en Puebla.
Uno de los primeros cambios posteriores a ello es la reintroducción del GTI 8V, aunque es a partir de entonces cuando este GTI «normal» comienza a perder algunas de sus características paulatinamente, como en 1990, cuando pierde sus frenos de disco en las cuatro ruedas a favor del sistema de frenos de las versiones básicas del Golf, que consisten en discos frontales y tambores traseros. También pierde sus reglajes de suspensión en 1991, así como su computadora de viaje (MFA) y, finalmente, se ofrece con caja de cambios automática opcional, hecho por demás insólito en la historia del Golf GTI. En cambio, con el rediseño de 1990, el GTI vuelve a sus raíces portando el mismo frontal de cuatro faros redondos de las versiones europeas y los parachoques rediseñados, llamadas big bumpers en los Estados Unidos.
El GTI 16V estrena en ese año un nuevo motor de 1984 cm³ (2 litros) con 134 CV (132 HP; 99 kW) (SAE) y ruedas de aleación BBS de 15 pulgadas (38,1 cm). En el interior, los asientos Recaro ya no tienen los refuerzos de vinilo de los GTI anteriores.
Durante 1992, el Golf II es reemplazado en los Estados Unidos por el Golf III, que es nuevamente producido por Volkswagen de México.

## México (1987-1992)

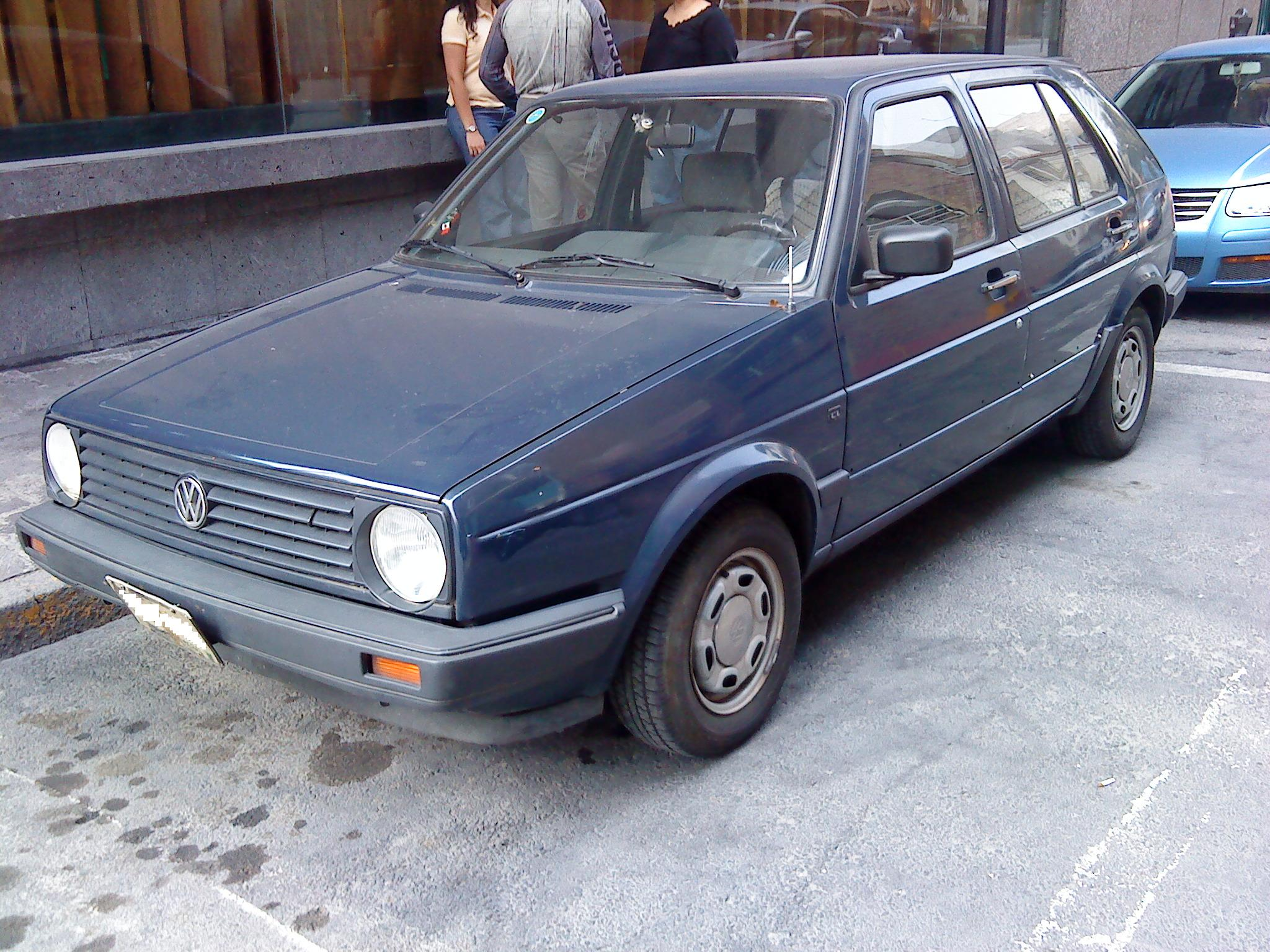
Versión mexicana CL de 1988 en Azul Marino.

El Golf II se introduce en México en marzo de 1987 para reemplazar al muy exitoso Volkswagen Caribe. Estuvo inicialmente disponible con dos variantes de motor: el 1781 cm³ (1,8 litros): una inédita de 72 CV (71 HP; 53 kW); y el ya conocido de 85 CV (84 HP; 63 kW), que era utilizado anteriormente en los Caribe GT, Atlantic GLS y el Corsar. En su fase inicial de lanzamiento el Golf estuvo disponible en tres niveles de equipamiento: Golf C, Golf CL y Golf GL, dejando para este último equipamientos como el limpiaparabrisas trasero, el radio AM/FM stereo tocacintas, las vestiduras de velur, o los tapones de rueda de diseño hexagonal. Las cajas de cambios disponibles eran una manual de 4 velocidades para el motor de 72 CV (71 HP; 53 kW) en el Golf C y Golf CL; además de una manual de 5 velocidades y una automática opcional de 3 velocidades para la versión de 85 CV (84 HP; 63 kW) en el Golf GL.
En 1988, el Golf recibió el primer rediseño, con la excepción de los emblemas que siguieron siendo los mismos de 1987, ya que estos cambiaron para 1989. En 1989, se introduce el Golf GTI con un motor de 1781 cm³ (1,8 litros) con inyección electrónica «Digifant» de 100 CV (99 HP; 74 kW), frenos de disco en las 4 ruedas (los delanteros ventilados), llantas de aluminio con un diseño específico para el mercado mexicano de medidas 185/60 HR de 14 pulgadas (35,6 cm) y una transmisión manual de 5 velocidades. Ese mismo año, el Golf CL desaparece y el Golf C es renombrado como Golf, el cual recibe el motor de 85 CV (84 HP; 63 kW) y la transmisión manual de 5 velocidades. Como modelo 1990, aparece el "Golf Jubileo", disponible en color Plata, basado en el Golf básico. Este Golf se caracterizaba por su vestidura especial y unas llantas de aluminio de 13 pulgadas (33,0 cm). En 1991, el Golf GL recibe diversas modificaciones del rediseño europeo de 1990, al igual que el Golf GTI. Ese mismo año aparece la edición limitada «Golf Eclipse», basada en el Golf GL de 5 puertas, disponible en Negro Ónix y Plata Metálico, colores normalmente no disponibles en el Golf de ese año. Conmemoraba la aparición de un eclipse total de sol visible en México el 11 de julio de ese año. El Golf II para el mercado mexicano es reemplazado a principios de 1992 por el Golf III.

## Motorizaciones
| Motores de gasolina con 2 válvulas por cilindro (8 en total) y tracción delantera | Motores de gasolina con 2 válvulas por cilindro (8 en total) y tracción delantera | Motores de gasolina con 2 válvulas por cilindro (8 en total) y tracción delantera | Motores de gasolina con 2 válvulas por cilindro (8 en total) y tracción delantera | Motores de gasolina con 2 válvulas por cilindro (8 en total) y tracción delantera | Motores de gasolina con 2 válvulas por cilindro (8 en total) y tracción delantera | Motores de gasolina con 2 válvulas por cilindro (8 en total) y tracción delantera | Motores de gasolina con 2 válvulas por cilindro (8 en total) y tracción delantera |
| Modelos                                                                           | 1,05                                                                              | 1,3                                                                               | 1,3 Cat.                                                                          | 1,6                                                                               | 1,6 Cat.                                                                          | 1,8                                                                               | 1,8 Cat.                                                                          |
| --------------------------------------------------------------------------------- | --------------------------------------------------------------------------------- | --------------------------------------------------------------------------------- | --------------------------------------------------------------------------------- | --------------------------------------------------------------------------------- | --------------------------------------------------------------------------------- | --------------------------------------------------------------------------------- | --------------------------------------------------------------------------------- |
| Período                                                                           | 1985-1992                                                                         | 1983-1992                                                                         | 1985-1992                                                                         | 1983-1991                                                                         | 1985-1992                                                                         | 1983-1987                                                                         | 1986-1991                                                                         |
| Código del motor                                                                  | GN/HZ (EA111)                                                                     | HK/MH (EA111)                                                                     | NZ/2G (EA111)                                                                     | RF/EZ (EA827)                                                                     | PN                                                                                | GU (EA827)                                                                        | GX/RX                                                                             |
| Alimentación                                                                      | Carburador Weber-Solex-Pierburg                                                   | Carburación                                                                       | Inyección multipunto, catalizador                                                 | Carburación                                                                       | Carburación, catalizador                                                          | Carburación                                                                       | Inyección multipunto o monopunto, catalizador                                     |
| Diámetro x carrera                                                                | 75 x 59 mm (2,95 x 2,32 plg)                                                      | 75 x 72 mm (2,95 x 2,83 plg)                                                      | 75 x 72 mm (2,95 x 2,83 plg)                                                      | 81 x 77,4 mm (3,19 x 3,05 plg)                                                    | 81 x 77,4 mm (3,19 x 3,05 plg)                                                    | 81 x 86,4 mm (3,19 x 3,40 plg)                                                    | 81 x 86,4 mm (3,19 x 3,40 plg)                                                    |
| Cilindrada                                                                        | 1043 cm³ (1 L; 63,6 plg³)                                                         | 1272 cm³ (1,3 L; 77,6 plg³)                                                       | 1272 cm³ (1,3 L; 77,6 plg³)                                                       | 1595 cm³ (1,6 L; 97,3 plg³)                                                       | 1595 cm³ (1,6 L; 97,3 plg³)                                                       | 1781 cm³ (1,8 L; 108,7 plg³)                                                      | 1781 cm³ (1,8 L; 108,7 plg³)                                                      |
| Relación de compresión                                                            | 9,5:1                                                                             | 9,5:1                                                                             | 9,5:1                                                                             | 9,0:1                                                                             | 9,0:1                                                                             | 10,0:1                                                                            | 9,0:1                                                                             |
| Potencia máxima                                                                   | 50 CV (49 HP; 37 kW) @ 5500 rpm                                                   | 55 CV (54 HP; 40 kW) @ 5400 rpm                                                   | 55 CV (54 HP; 40 kW) @ 5200 rpm                                                   | 75 CV (74 HP; 55 kW) @ 5000 rpm                                                   | 72 CV (71 HP; 53 kW) @ 5200 rpm                                                   | 90 CV (89 HP; 66 kW) @ 5200 rpm                                                   | 90 CV (89 HP; 66 kW) @ 5250 rpm                                                   |
| Par máximo                                                                        | 95 N·m (70 lb·pie) @ 3200 rpm                                                     | 96 N·m (71 lb·pie) @ 3300 rpm                                                     | 97 N·m (72 lb·pie) @ 3000 rpm                                                     | 125 N·m (92 lb·pie) @ 2500 rpm                                                    | 120 N·m (89 lb·pie) @ 2700 rpm                                                    | 145 N·m (107 lb·pie) @ 3300 rpm                                                   | 142 N·m (105 lb·pie) @ 3000 rpm                                                   |
| Transmisión                                                                       | Manual de 4 velocidades                                                           | Manual de 4 velocidades                                                           | Manual de 4 velocidades                                                           | Manual de 4 velocidades                                                           | Manual de 5 velocidades o automática de 3 velocidades                             | Manual de 5 velocidades o automática de 3 velocidades                             | Manual de 5 velocidades o automática de 3 velocidades                             |
| Peso                                                                              | 830 kg (1830 lb)                                                                  | 845 kg (1863 lb)                                                                  | 845 kg (1863 lb)                                                                  | 890 kg (1962 lb)                                                                  | 880 kg (1940 lb)                                                                  | 880 kg (1940 lb)                                                                  | 1070 kg (2359 lb)                                                                 |
| Aceleración 0 a 100 km/h (62 mph)                                                 | 21,9 segundos                                                                     | 16,9 segundos                                                                     | 17 segundos                                                                       | 13 segundos                                                                       | 13,4 segundos                                                                     | 13-15 segundos                                                                    | 10,8 segundos                                                                     |
| Velocidad máxima                                                                  | 137 km/h (85 mph)                                                                 | 151 km/h (94 mph)                                                                 | 152 km/h (94 mph)                                                                 | 162 a 167 km/h (101 a 104 mph)                                                    | 164 km/h (102 mph)                                                                | 162 a 167 km/h (101 a 104 mph)                                                    | 178 km/h (111 mph)                                                                |
| Consumo combinado                                                                 | 6,9 L/100 km (14,5 km/L; 34,1 mpgAm)                                              | 7,1 L/100 km (14,1 km/L; 33,1 mpgAm)                                              | 8,5 L/100 km (11,8 km/L; 27,7 mpgAm)                                              | 7 L/100 km (14,3 km/L; 33,6 mpgAm)                                                | 7,2 L/100 km (13,9 km/L; 32,7 mpgAm)                                              | 7,2 L/100 km (13,9 km/L; 32,7 mpgAm)                                              | 6,5 a 7 L/100 km (15,4 a 14,3 km/L) (36,2 a 33,6 mpgAm)                           |

| Período                           | 1983-1988                          | 1987-1991                              | 1986-1992                            | 1986-1992                          | 1986-1991                            | 1987-1991                          | 1990-1991                           | 1989                                      | 1988-1991                                   |
| Código del motor                  | EV/PB (EA827)                      | RD/RG (EA827)                          | KR                                   | PL                                 | GU/GX                                | 1P                                 | PG                                  | 3G                                        | 1H                                          |
| Distribución                      | SOHC 8V                            | SOHC 8V                                | DOHC 16V                             | DOHC 16V                           | SOHC 8V                              | SOHC 8V                            | SOHC 8V                             | DOHC 16V                                  | SOHC 8V                                     |
| Alimentación                      | Inyección multipunto               | Inyección multipunto, catalizador      | Inyección multipunto                 | Inyección multipunto, catalizador  | Carburación, catalizador             | Inyección multipunto               | Bosch Digifant con sobrealimentador | Inyección multipunto con sobrealimentador | Bosch Digifant con sobrealimentador G-Lader |
| Diámetro x carrera                | 81 x 86,4 mm (3,19 x 3,40 plg)     | 81 x 86,4 mm (3,19 x 3,40 plg)         | 81 x 86,4 mm (3,19 x 3,40 plg)       | 81 x 86,4 mm (3,19 x 3,40 plg)     | 81 x 86,4 mm (3,19 x 3,40 plg)       | 81 x 86,4 mm (3,19 x 3,40 plg)     | 81 x 86,4 mm (3,19 x 3,40 plg)      | 81 x 86,4 mm (3,19 x 3,40 plg)            | 80,6 x 86,4 mm (3,17 x 3,40 plg)            |
| Cilindrada                        | 1781 cm³ (1,8 L; 108,7 plg³)       | 1781 cm³ (1,8 L; 108,7 plg³)           | 1781 cm³ (1,8 L; 108,7 plg³)         | 1781 cm³ (1,8 L; 108,7 plg³)       | 1781 cm³ (1,8 L; 108,7 plg³)         | 1781 cm³ (1,8 L; 108,7 plg³)       | 1781 cm³ (1,8 L; 108,7 plg³)        | 1781 cm³ (1,8 L; 108,7 plg³)              | 1763 cm³ (1,8 L; 107,6 plg³)                |
| Relación de compresión            | 10,0:1                             | 10,0:1                                 | 10,0:1                               | 10,0:1                             | 9,0:1                                | 9,0:1                              | 8,0:1                               | 8,8:1                                     | 8,0:1                                       |
| Potencia máxima                   | 112 CV (110 HP; 82 kW) @ 5500 rpm  | 107 CV (106 HP; 79 kW) @ 5250-5500 rpm | 139 CV (137 HP; 102 kW) @ 6100 rpm   | 129 CV (127 HP; 95 kW) @ 5800 rpm  | 90 CV (89 HP; 66 kW) @ 5250 rpm      | 98 CV (97 HP; 72 kW) @ 5400 rpm    | 160 CV (158 HP; 118 kW) @ 5600 rpm  | 210 CV (207 HP; 154 kW) @ 6500 rpm        | 160 CV (158 HP; 118 kW) @ 5800 rpm          |
| Par máximo                        | 156 N·m (115 lb·pie) @ 3100 rpm    | 157 N·m (116 lb·pie) @ 3800 rpm        | 168 N·m (124 lb·pie) @ 4600 rpm      | 168 N·m (124 lb·pie) @ 4250 rpm    | 142 N·m (105 lb·pie) @ 3000 rpm      | 143 N·m (105 lb·pie) @ 3000 rpm    | 225 N·m (166 lb·pie) @ 3600 rpm     | 252 N·m (186 lb·pie) @ 5000 rpm           | 225 N·m (166 lb·pie) @ 3800 rpm             |
| Tracción                          | Delantera                          | Delantera                              | Delantera                            | Delantera                          | Total                                | Total                              | Delantera                           | Total                                     | Total                                       |
| Peso                              | 960 kg (2116 lb)                   | 1097 kg (2418 lb)                      | 960 kg (2116 lb)                     | 933 kg (2057 lb)                   | 1070 kg (2359 lb)                    | 1090 a 1145 kg (2403 a 2524 lb)    | 1032 kg (2275 lb)                   | 1275 kg (2811 lb)                         | 1195 kg (2635 lb)                           |
| Aceleración 0 a 100 km/h (62 mph) | 8,9 segundos                       | 9 segundos                             | 8,5 segundos                         | 9 segundos                         | 11,3 segundos                        | 12 segundos                        | 8,3 segundos                        | 7,4 segundos                              | 8,6 segundos                                |
| Velocidad máxima                  | 193 km/h (120 mph)                 | 195 km/h (121 mph)                     | 208 km/h (129 mph)                   | 200 km/h (124 mph)                 | 178 km/h (111 mph)                   | 180 km/h (112 mph)                 | 216 km/h (134 mph)                  | 229 km/h (142 mph)                        | 209 km/h (130 mph)                          |
| Consumo combinado                 | 8 L/100 km (12,5 km/L; 29,4 mpgAm) | 10 L/100 km (10,0 km/L; 23,5 mpgAm)    | 8,2 L/100 km (12,2 km/L; 28,7 mpgAm) | 9 L/100 km (11,1 km/L; 26,1 mpgAm) | 9,4 L/100 km (10,6 km/L; 25,0 mpgAm) | 11 L/100 km (9,1 km/L; 21,4 mpgAm) | 12 L/100 km (8,3 km/L; 19,6 mpgAm)  | 14,5 L/100 km (6,9 km/L; 16,2 mpgAm)      | 13 L/100 km (7,7 km/L; 18,1 mpgAm)          |

| Período                              | 1983-1991                        | 1983-1991                        | 1989-1991                        | 1989-1992                        |
| Código del motor                     | JP                               | JR, MF                           | RA, SB                           | 1V                               |
| Aspiración                           | Natural                          | Turbo                            | Turbo, intercooler               | Turbo, catalizador               |
| Diámetro x carrera                   | 76,5 x 86,4 mm (3,01 x 3,40 plg) | 76,5 x 86,4 mm (3,01 x 3,40 plg) | 76,5 x 86,4 mm (3,01 x 3,40 plg) | 76,5 x 86,4 mm (3,01 x 3,40 plg) |
| Cilindrada                           | 1588 cm³ (1,6 L; 96,9 plg³)      | 1588 cm³ (1,6 L; 96,9 plg³)      | 1588 cm³ (1,6 L; 96,9 plg³)      | 1588 cm³ (1,6 L; 96,9 plg³)      |
| Relación de compresión               | 23,5:1                           | 23,0:1                           | 23,0:1                           | 23,0:1                           |
| Potencia máxima                      | 54 CV (53 HP; 40 kW) @ 4800 rpm  | 69 CV (68 HP; 51 kW) @ 4500 rpm  | 80 CV (79 HP; 59 kW) @ 4500 rpm  | 60 CV (59 HP; 44 kW) @ 4500 rpm  |
| Par máximo                           | 100 N·m (74 lb·pie) @ 2300 rpm   | 133 N·m (98 lb·pie) @ 2600 rpm   | 155 N·m (114 lb·pie) @ 2500 rpm  | 110 N·m (81 lb·pie) @ 2300 rpm   |
| Transmisión                          | Automática de 3 velocidades      | Manual de 5 velocidades          | Manual de 5 velocidades          | Manual de 5 velocidades          |
| Peso                                 | 900 kg (1984 lb)                 | 940 kg (2072 lb)                 | 960 kg (2116 lb)                 | 960 kg (2116 lb)                 |
| Aceleración de 0 a 100 km/h (62 mph) | 22,9 segundos                    | 14,5 segundos                    | 13,2 segundos                    | 16,9 segundos                    |
| Velocidad máxima                     | 143 km/h (89 mph)                | 160 km/h (99 mph)                | 169 km/h (105 mph)               | 151 km/h (94 mph)                |
| Consumo combinado                    | 6,6 L/100 km (15 km/L; 36 mpgAm) | 5,5 L/100 km (18 km/L; 43 mpgAm) | 5,6 L/100 km (18 km/L; 42 mpgAm) | 6,7 L/100 km (15 km/L; 35 mpgAm) |

## El Golf II en competición
Volkswagen Motorsport, con el Golf GTI 16v, compitió en el Campeonato Mundial de Rally desde 1984 hasta 1989, siendo eclipsado en sus inicios por los potentes prototipos del recién creado Grupo B. No obstante, con la desaparición de esta categoría en la temporada de 1987, consiguió un primer puesto en el Rally de Costa de Marfil, una segunda posición en el Rally de Nueva Zelanda, así como tres terceros puestos, uno en Argentina, otro en Portugal, así como otro más nuevamente en Costa de Marfil. Estos buenos resultados permitieron a Kenneth Eriksson, primer piloto del equipo, alcanzar la cuarta posición en la clasificación general del campeonato, siendo solo superado por los tres pilotos del equipo Lancia.
En las temporadas de 1988 y 1989, con la nueva categoría más asentada, solo pueden conseguirse sendos terceros puestos, uno en el Rally de Suecia de 1988, y otro en el Rally de Kenia de 1989.
En la temporada de 1990, se utiliza el Golf Rallye G60, que obtiene un tercer puesto en el Rally de Nueva Zelanda.

## Apariciones en multimedia
Ha aparecido en algunos videojuegos de carreras, como: Need for Speed Edge, Forza Motorsport 2, Forza Motorsport 3, Forza Motorsport 4, Forza Motorsport 5, Forza Motorsport 6, Forza Motorsport 7, Forza Horizon, Forza Horizon 2 y Forza Horizon 4.